# Березанка (Николаевская область)

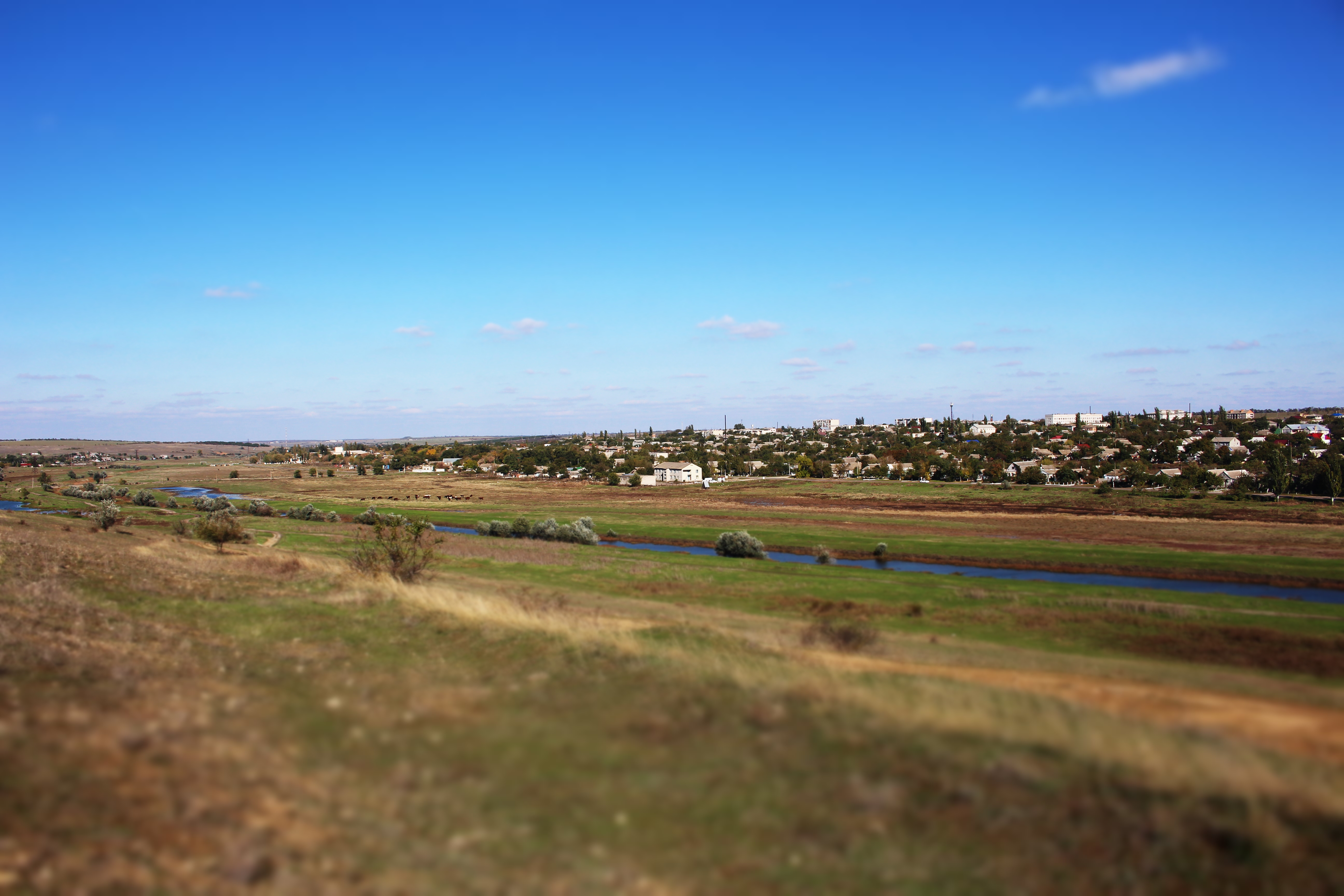
Вид на Березанку

Береза́нка (укр. Березанка) — посёлок в Березанском районе Николаевской области Украины.

## Географическое положение
Находится в долине реки Сасык.

## История
Поселение было основано в 1860 году как колония Александрфельд Одесского уезда Херсонской губернии, после начала первой мировой войны в 1914 году было переименовано в Суворово.
В ходе Великой Отечественной войны в 1941 - 1943 гг. находилась под немецкой оккупацией.
В 1968 году численность населения составляла 3,3 тыс. человек, по состоянию на начало 1970 года здесь действовали завод строительных материалов, птицекомбинат и инкубаторно-птицеводческая станция.
В январе 1989 года численность населения составляла 4065 человек.
В мае 1995 года Кабинет министров Украины утвердил решение о приватизации находившейся здесь райсельхозтехники.
По результатам Всеукраинской переписи населения 2001 года численность населения составляла 4163 человек.
По состоянию на 1 января 2013 года численность населения составляла 4108 человек.

## Местный совет
57400, Николаевская обл., Березанский р-н, пгт Березанка, ул. Центральная, 86

## Памятники
- административное здание 1957 года постройки (памятник архитектуры местного значения)
- памятник участникам войны в Афганистане (бронетранспортёр БТР-60ПБ на постаменте), открыт в феврале 2011 года[7]